# Batalha de Arras (1914)
A Batalha de Arras, ou, na sua forma portuguesa, de Arrás, de 1914 (também conhecida como Primeira Batalha de Arras), que começou a 1 de Outubro, foi uma tentativa de o exército francês flanquear o seu homólogo alemão e assim evitar que este avançasse até ao Canal da Mancha durante a Corrida para o mar.
O 10.º Exército francês, sob o comando de Louis Maud'huy, atacou as forças avançadas alemãs a 1 de Outubro, com algum êxito inicial, até à chegada à cidade de Douai. Aqui, o  6.º Exército do Ruperto da Baviera lançou um contra-ataque. Juntamente com três corpos do 1.º, 2.º e 7.º Exércitos Exército, os franceses foram forçados a retirar até Arras.
O insucesso francês de travar o exército alemão resultou na perda de Lens a 4 de Outubro, e permitiu que os alemães avançassem mais para norte, em direcção à Flandres. No entanto, os franceses conseguiram controlar Arras.